# Bembidion quadripustulatum
Bembidion quadripustulatum es una especie de escarabajo del género Bembidion, familia Carabidae. Fue descrita científicamente por Audinet-Serville en 1821.
Se distribuye por Afganistán, Albania, Armenia, Austria, Azerbaiyán, Bielorrusia, Bélgica, Bosnia y Herzegovina, Porcelana, Croacia, Chipre. Chequia. Francia, Georgia, Alemania, Gran Bretaña, Grecia, Hungría, India, Irán, Irak, Israel, Italia, Kazajistán, Kirguistán, Letonia. Lituania. Macedonia. Moldavia, Marruecos, Países Bajos, Pakistán, Polonia, Portugal, Rumania, Rusia, Serbia, Eslovaquia, Eslovenia, España, Suecia, Suiza, Tayikistán, Túnez, Turquía, Turkmenistán, Ucrania y Uzbekistán.
Esta especie habita en el barro o la arcilla húmeda, mide 3,3-4,2 milímetros y su color es negro metalizado brillante.